# Ruanda en los Juegos Olímpicos de Río de Janeiro 2016
Ruanda participó en los Juegos Olímpicos de Río de Janeiro 2016 con un total de ocho deportistas, que compitieron en tres deportes. El ciclista Adrien Niyonshuti fue el abanderado en la ceremonia de apertura.

## Participantes
Atletismo
- Jean-Baptiste Simukeka (maratón masculino)[2]
- Ambroise Uwiragyie (maratón masculino)[2]
- Claudette Mukasakindi (maratón femenino)[2]
- Salome Nyirarukundo (10 000 metros femeninos)[2]

Ciclismo
- Adrien Niyonshuti (ruta masculino)[2]
- Nathan Byukusenge (campo a través masculino)[2]

Natación
- Eloi Imaniraguha (50 metros estilo libre masculinos)[2]
- Joannah Umurungi (100 metros estilo mariposa femeninos)[2]